# Лахири, Махасайя
Йо́гараджа Шри Лахи́ри Махаса́йя (Шья́ма Чара́н Лахи́ри англ. Shyama Charan Lahiri, бенгали শ্যাম চরণ লাহিড়ী Shêma Chôron Lahiṛi, также Каши Баба 30 сентября 1828, Бенгалия — 26 сентября, 1895, Варанаси) — индийский йогин, индуистский святой, основатель Крийя-йоги, ученик Шри Бабаджи.

## Биография
Лахири Махасайя родился 30 сентября 1828 года в деревне Гурни (местность Надия, неподалёку от Кришнагара, Бенгалия), в благочестивой семье брахмана с многовековой родословной. Он был единственным сыном Муктакаши, второй жены почтеннейшего Гаура Мохана Лахири (чья первая жена, родив ему трёх сыновей, умерла во время паломничества). Мать Лахири Махасайи умерла, когда мальчик был ещё совсем мал. О её жизни нам известен лишь один, но весьма показательный факт: она была страстной поклонницей бога Шивы, которого в писаниях называют «Царём Йогов».
Детство мальчика по имени Шьяма Чаран Лахири прошло в родовом имении в Гурни.
Когда ему было три или четыре года, он часто сидел у реки в какой-нибудь йогической позе, зарывшись в песок. Всё его тело, кроме головы, было скрыто.
Имение Лахири было смыто водами Ганга в 1833 году, когда изменила своё русло протекавшая неподалёку речка Джаланги. Вместе с домом в глубины Ганга отправился и один из возведённых Гауром Моханом Лахири шиваистских храмов. Некий верующий спас из бушующих вод каменную статую Шивы, которая была затем установлена в новом храме, ныне широко известном под названием «Святилище Гурни Шивы».
Гаур Мохан Лахири с семьёй уехал из Гурии и поселился в Бенаресе, где сразу же возвёл шиваистский храм. В семейной жизни он строго следовал ведическим заповедям — не забывал ни о ритуальных богослужениях, ни о благотворительности, ни о внимательном изучении священных писаний. Беспристрастный и восприимчивый, он не игнорировал также новые идеи и течения.
Маленький Лахири ходил на курсы хинди и урду, а также посещал школу Джоя Нараяны Гошала, где обучался санскриту, бенгальскому, английскому и французскому языкам. Проявляя особый интерес к Ведам, юный йог с удовольствием посещал лекции учёных-брахманов, в том числе знаменитого махраты Наг-Бхатты.
Шьяма Чаран был добрым, воспитанным и отважным юношей, которого очень любили товарищи. У него было пропорционально сложенное здоровое тело, он отлично плавал и с удовольствием мастерил что-нибудь руками.
В 1846 году Шьяма Чаран женился на Шримати Каши Мони, дочери Шри Дебнараяна Саньяла. Идеальная индийская хозяйка дома, Каши Мони с удовольствием выполняла все свои домашние обязанности и никогда не забывала об обязательном для индусов уважении к гостям и беднякам. Истинным благословением их брака были два сына, Тинкури и Дукури, и две дочери.
В 1851 году, когда Лахири Махасайе было двадцать три года, он получил место бухгалтера в отделе военного машиностроения при британском правительстве и впоследствии успел неплохо продвинуться по служебной лестнице. Итак, великий учитель не только получил высокую оценку в глазах Господа, но и хорошо сыграл свою скромную роль конторского служащего в маленькой человеческой драме.
За время службы в отделе военного машиностроения Лахири Махасайя успел сменить много городов: Гаджипур, Мирджапур, Найни, Тал, Данапур и Бенарес. После смерти отца молодой человек взвалил на себя бремя ответственности за всех членов своей семьи. Он купил для них дом в Гарудешвар Мохулла — тихом предместье Бенареса.
Когда Лахири Махасайе было 33 года, начала исполняться цель его инкарнации на земле. Неподалёку от Раникхета в Гималаях он встретил своего великого гуру, Бабаджи, который посвятил его в Крийя-йогу.
Это событие принесло пользу не одному Лахири Махасайе, но обратилось на благо всему человечеству. Снова было возрождено надолго забытое высочайшее искусство йоги.
В биографии святого говорится, что как в одном из преданий пуран спустилась с небес на землю река Ганг, чтобы напоить томимого жаждой богоискателя Бхагирата, так в 1861 году «потекла из тайных гималайских обителей в пыльные людские жилища божественная река Крийя-йоги».
Летом 1895 года Шри Лахири Махасайя заболел. На его спине возник нарыв, который Лахири не позволял вскрыть. На просьбы учеников, которые были взволнованы его состоянием, он ответил: «У тела должна найтись причина для ухода».

## Учение

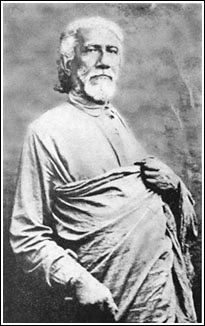
Шри Юктешвар Гири, ученик Лахири Махасайя

Считается, что гималайский святой Бабаджи передал систему Крийя-йоги Лахири Махасайе. Лахири Махасайя обладал способностью исцелять больных и возвращать умерших к жизни. Известны также случаи дематериализации, одновременного появления Лахири Махасайи в двух местах и посещения в телесной форме трёх учеников в отдалённых друг от друга городах в один и тот же час на второй день после смерти, о чём пишет Парамаханса Йогананда в своей «Автобиографии йога». Лахири Махасайя стал широко известным на Западе после опубликования этой книги в 1946 году.
Йогананда писал:
«Я никогда не забывал о просьбе Шри Юктешвара описать жизнь Лахири Махасайи… Во время своего пребывания в Индии я не упускал ни одной возможности пообщаться с прямыми учениками и родственниками Йогаватары. Я записывал их рассказы в толстые блокноты, проверял факты, собирал фотографии, старые письма, документы».

## Высказывания Лахири Махасайя
Не скорби о преждевременной смерти. Люди верят, что есть своевременные и несвоевременные события. Для Времени ничто не является несвоевременным. Поэтому, жизненный долг — помнить во все времена, что Дух проявляет себя как Время. Из-за этого я говорю всем быть осторожными, и ясно советую всегда бдительно осознавать Время. Печально, многие не принимают во внимание такой совет…

Каждый должен исполнять Крию с особым качеством силы в уме: «Я — никто, ни кто не мой, когда-нибудь каждый должен покинуть всех и всё. Когда это произойдёт — не известно точно». Люди довольны, но когда «это событие» неожиданно приходит, их поглощают скорбь, сожаление, рыдания, и угрызения совести. Поэтому каждый пусть всегда помнит об «этом событии», не теряя бдительности.

## Линии преемственности крия-йоги
Хотя все линии преемственности и исходят от Шри Бабаджи, фактическим источником крия-йоги стал Лахири Махасайя, которого иногда называют «Крия Ганготри Баба».
От Лахири Махасаи и до нашего времени крийя распространяется в нескольких линиях передачи. Обычно выделяют семейную (династическую) и ученические линии.

### Семейнаяпарампара
Отличие семейной линии передачи в том, что в ней исходная (не изменённая) последовательность Крийи передавалась согласно древнейшей традиции риши Индии, то есть — от отца к сыну, из поколения в поколение, с генами и знаниями от Шьяма Чарана Лахири (Лахири Махасайя) к Тинкори Лахири, от Тинкори к Сатья Чарану Лахири, от Сатья Чарана к Шибенду Лахири, который был посвящён в 1960 году своим отцом Сатья Чараном Лахири в семейном храме «Сатьялок». В династической линии преемственности нет никакой организации и иерархии.

### Ученические линии
Также существует множество ученических линий преемственности, в которых крия-йога передавалась от Лахири Махасайя к ученикам, образовавшим впоследствии свои направления крия-йоги и основавшие различные организации и ашрамы, например, самая известная ученическая линия преемственности:
- Шри Бабаджи
- Йогараджа Шри Лахири Махасайя
- Шри Юктешвар
- Парамаханса Йогананда

Несмотря на то, что многие учителя утверждают, будто продолжают эту линию преемственности, сам Парамаханса Йогананда неоднократно утверждал, что в этой линии он — последний, и все его учения передаются в первозданном виде обществом Self-Realization Fellowship/Yogoda Satsanga Society of India.

## Упоминания
Лахири Махасайя среди прочих был изображён на обложке одного из альбомов группы «Битлз» — «Sgt. Pepper’s Lonely Hearts Club Band». На обложку также попал учитель Лахири — Махаватар Бабаджи, и последователи — Шри Юктешвар Гири и Парамаханса Йогананда.